# Forte da Vera Cruz do Itapecuru
O Forte da Vera Cruz do Itapecuru, também conhecido como Forte do Calvário, localizava-se na margem esquerda da foz do rio Itapecuru, antiga Calvário do Itapecuru, hoje município de Rosário, no litoral do estado brasileiro do Maranhão.

## História
MARQUES (1970) refere uma disputa política como pano de fundo para a fundação deste forte, apoiado em BERREDO ("Anais Históricos"), que refere a chegada de Bento Maciel Parente à cidade de Belém do Pará, e "ardendo nos desejos de ocupar o governo da Capitania, intentou lograr as suas esperanças pelos meios ilícitos das alterações do sossego público; mas o Capitão-mor Pedro Teixeira, que era tão valoroso como acautelado, desenganou de sorte as suas pretensões, que se recolheu logo ao Maranhão, onde fundou um forte no rio Itapicuru". Completa a informação referindo que o forte foi erguido em 1620, para defesa contra os ataques indígenas, que embaraçavam o cultivo da cana-de-açúcar (op. cit., p. 284).
Quando ocorre a invasão do Maranhão pelos holandeses, a fortificação foi tomada à força e rebatizada com o nome de Forte do Calvário, em alusão às lutas, havendo por anos citações em documentos históricos. O Forte de Vera Cruz não serviu apenas como guarnição da entrada do rio Itapecuru e como proteção dos empreendimentos agrícolas, teve além de tudo papel decisivo na perpetuação de etmos de origem Tupi-guarani, assim como colaborou para a difusão do pensamento cristão por toda a região.
No contexto da segunda das Invasões holandesas do Brasil (1630-1654), este forte foi ocupado quando da conquista neerlandesa de São Luís (25 de novembro de 1641). As versões para o fato são diferentes:
A historiografia brasileira reporta que, naquele momento, os conquistadores neerlandeses fintaram os cinco proprietários de engenhos na ribeira do Itapicuru em cinco mil arrobas de açúcar, e que, com o produto destas, reedificaram e alargaram este forte, então desguarnecido e em ruínas (MARQUES, 1970:284).
A historiografia neerlandesa reporta que: "(...) Na terra firme existiam alguns [engenhos] em Itapecuru. Os moradores deste lugar, prometendo fidelidade à Companhia [das Índias Ocidentais] e passando-lhe à jurisdição, abriram o seu forte ao capitão Schadde" (BARLÉU, 1974:233).
A mesma fonte refere que esta ocupação não foi pacífica:
"Tinha-se informado [em Pernambuco] com certeza que o Maranhão sacudira o nosso jugo; que portugueses e brasileiros, mancomunados para tamanho crime, tinham trucidado com abominável ousadia, os soldados holandeses, que nada esperavam e, ocupando o forte do Calvário às margens do Itapecuru, sitiavam a cidade de São Luís, onde praticavam todas as violências da guerra; que os sitiados necessitavam de socorro imediato, porque, vencida a cidade, periclitaria a província. Os governadores de Pernambuco, (...) logo mandaram para lá, com trezentos soldados e duzentos índios conscritos no Ceará, o tenente-coronel Hinderson, para que, subjugados os cabeças da rebelião, restabelecesse ele a ordem e fizesse voltar o amor da obediência.
Atacando o inimigo com essa força, expulsou-o da sua trincheira, mas quando investiu o reduto maior, foi coagido, após acesa refrega, a bater em retirada, indo acampar ali perto. Os inimigos, por terem morrido os primeiros dos seus, sairam da ilha durante a noite inteira, e assentaram os arraiais no continente, à beira do rio, no lugar onde as gargantas dos montes fechavam as entradas. O exército deles compunha-se de setecentos homens, entre portugueses e mestiços, e mais três mil índios" (BARLÉU, 1974:250-251).
Quando da contra-ofensiva portuguesa de 1644 na capitania de Pernambuco, Antônio Muniz Barreiros, reforçado por tropas de Antônio Teixeira de Melo, atacou o Forte de São Luís do Maranhão (Fevereiro de 1644), mas foi rechaçado, vindo a perecer. Teixeira de Melo recuou e tomou o Forte do Calvário (1 de Outubro de 1644), que se encontrava guarnecido por um destacamento de setenta homens, artilhado com oito peças. Após a conquista, essa artilharia foi retirada para tomar parte na reconquista de São Luís (GARRIDO, 1940:38-39). Teixeira de Melo prosseguiu fazendo uma campanha de emboscadas, até que, fortalecido, marchou sobre São Luís, conquistando-a, e expulsando os neerlandeses.
Durante o governo de Francisco de Sá de Menezes, o Forte da Vera Cruz, ou Forte do Calvário, foi reedificado em 1682, à custa de João de Souza Soleima, com a intenção de levantar uma Casa-forte para defesa dos ataques indígenas, sob a invocação do Santo Cristo da Serra de Semide (Forte do Santo Cristo), da qual não restam vestígios (MARQUES, 1970:284).
O Ofício de 21 de Janeiro de 1777, do Governador Joaquim de Melo e Póvoas ao Sr. Martinho de Melo e Castro, informou que este forte estava artilhado com seis peças (MARQUES, 1970:284).
O Relatório de 21 de Março de 1797 sobre as fortalezas de São Luís, pelo Ajudante de Ordens Luís Antônio Sarmento da Maia para o Governador da Capitania, D. Fernando Antônio de Noronha (1792-1798), informou: "Este forte, que defende a ribeira do Itapicuru deve ser reedificado e guarnecido de artilharia, por ser um lugar forte e único, onde os defensores desta cidade se podem fazer fortes no caso de ser esta tomada." (MARQUES, 1970:284).
O mesmo autor cita o Roteiro da viagem que fez às fronteiras da Capitania do Maranhão e de Goiás no ano de 1815, do Capitão Francisco de Paula Ribeiro, que afirma que ainda então se divisavam "os fragmentos de um pequeno fortim, que há poucos anos acabou de se arruinar, tendo sido grande prudência o haver-se conservado, coisa que custava bem pouco, como chave dos sertões da Capitania por aquele lado, pois que no caso de futuras precisões o auxílio da referida Capitania não permitiria passar por ali contra a vontade de qualquer pequena guarnição, que ali tivesse o mais pequeno barco de pescadores" (op. cit., p. 284-285).
Foi avaliada em 20:000$000 réis perante o Juízo Municipal do termo do Rosário (16 de Abril de 1836). No contexto da Balaiada (1838-1841), o 1º Tenente de Engenheiros João Vito Vieira da Silva, encarregado pela Presidência da Província da fortificação da Vila do Rosário, uma légua acima, no curso do rio, procedeu à reconstrução do Forte da Vera Cruz em 1840. Reconstruiu o portão principal, que não tinha coxia, ergueu uma dependência para Oficial inferior, o Corpo da Guarda, Casa do Comandante e Armazém da Pólvora, calçou a praça superior, ergueu duas paredes para conter o aterro desta praça, e duas plataformas para artilharia, tendo gasto apenas 2:728$980 réis, pelo que recebeu elogio do Marquês de Caxias, então Presidente e Comandante das Armas da Província (MARQUES, 1970:285).
Estava relacionada entre os Próprios Nacionais, assim descrita nos livros da Tesouraria Geral:
"Forte da Vera Cruz de pedra e cal, situado na margem esquerda do [rio] Itapicuru, distrito da vila do Rosário, tem 80 braças de frente, norte a sul, além dos vãos compreendidos em duas circunferências de 180 palmos cada uma, ocupadas por dois baluartes, que guardam duas praças de armas, e 23 [braças] de fundo, leste a oeste, cuja muralha tem sete palmos de grossura e o parapeito três.
Uma das praças de armas tem 80 palmos de comprimento sobre 69 de largo, entre dois baluartes semi-circulares de 188 palmos de circunferência cada um, e a outra 80 palmos de comprido sobre 58 de largo entre outros dois baluartes semi-circulares de de 44 palmos de circunferência cada um, com dois armazéns de 33 palmos de comprido sobre 21 de largo cada um entre as ditas praças de armas, com uma casa de 78 palmos de comprido sobre 32 de largo por trás da segunda praça de armas, dividida em três quartos, dos quais um serve de Capela, outro de Prisão, e outro com mirante para aquartelamento com outra pequena praça de 22 palmos." (apud MARQUES, 1970:285).
De acordo com BARRETTO (1958) as suas ruínas se encontravam, à época (1958), "afogadas na mata" (op. cit., p. 16).
As ruínas do forte, de propriedade do Município de Rosário, encontram-se tombadas pelo Decreto Estadual nº 11.588 de 12 de Outubro de 1990, publicado em Diário Oficial em 24 do mesmo mês (inscrição nº 47 no Livro de Tombo Estadual, fl. 10, em 29 de Novembro de 1990). Projetava-se, à época, a sua restauração e requalificação como espaço museológico municipal, o que não ocorreu, permanecendo as ruínas em condições precárias, encobertas pela mata, acedidas por estrada carroçal.
Em 2009 foram iniciados entendimentos entre a Prefeitura Municipal de Rosário e o Instituto do Patrimônio Histórico e Artístico Nacional  (IPHAN) visando o tombamento das ruínas como patrimônio nacional. Para esse fim, foram iniciadas visitas preliminares de avaliação por técnicos daquele instituto. A municipalidade pretende a recuperação e requalificação do sítio do forte com finalidades turísticas.